# Повернення живих мерців
«Повернення живих мерців» (англ. The Return of the Living Dead) — американський фільм жахів з елементами комедії. Світова прем'єра фільму відбулася 25 квітня 1985, а у США 16 серпня того ж року. При бюджеті $ 4 млн, в США фільм зібрав $ 14 237 880. Спочатку фільм повинен був знімати Тоуб Хупер, а одним з продюсерів бути Джордж Ромеро, проте його попросили відмовитися, щоб не зараховувати цей фільм до його відомої серії.

## Сюжет
3 липня на склад медичних препаратів в американському місті Луїсвілл наймають нового працівника — Фредді. У той же час компанія неформальної молоді, серед яких дівчина Фредді, Тіна, вирішує забрати свого хлопця після роботи, щоб весело провести час разом. Під кінець робочого дня Фредді запитав свого старшого за віком помічника Френка, чи траплялися за час його роботи на цьому складі незвичайні речі. У відповідь Френк запитав у хлопця, чи дивився він фільм 1968 року «Ніч живих мерців», і, отримавши ствердну відповідь, сказав, що фільм цей побудований на реальних подіях: у одному з моргів Піттсбурга свого часу стався витік експериментального військового газу «тріоксин», В результаті чого трупи ожили, і військовим довелося в терміновому порядку проводити «зачистку». Але найцікавіше Френк повідав далі, — виявляється, герметично запечатані контейнери з людськими тілами з того моргу досі зберігаються в підвалі медичного складу, бо військові, щось переплутали і замість надсекретної військової бази контейнери помилково були доставлені на їх склад. Френк пропонує показати їх Фредді, той погоджується. Спустившись у підвал, Френк вирішує продемонструвати молодому напарнику міцність військової розробки. Він б'є рукою по контейнеру, що призводить до його розгерметизації. Поки Френк і Фредді валяються на підлозі без почуттів, клуби отруйного газу поширюються по всьому приміщенню, внаслідок чого оживають всі «експонати», які призначалися студентам-медикам для анатомічних досліджень, а також труп людини, що міститься в морозильнику.
Тим часом, друзі Фредді під'їжджають до місця його роботи і вирішують вбити час на кладовищі, що знаходиться неподалік.
Френк і Фредді приходять до тями і, усвідомивши наслідки, дзвонять своєму начальникові Берту. Прибувши на місце і «відчитавши по повній» своїх працівників, Берт вирішує знищити всі докази. Знешкоджуючи живий труп, який, вискочивши з холодильника, мало не вбив Берта, чоловіки розпилюють тіло на дрібні частини і складають їх у мішки. Потім вони просять допомогти місцевого доглядача моргу — Ерні Кальтенбруннера. Вони переконують його знищити залишки трупа і інші докази в печі крематорію. Той неохоче погоджується.
Тим часом Тіна йде на склад, щоб забрати Фредді з роботи, але знаходить там тільки мерця з контейнера, та закривається від нього у підвалі.
Паралельно Ерні палить тіло в крематорії і дим з труби осідає разом з раптово почався дощем на довколишнє кладовищі, що підіймає з могил усіх мерців. Перелякана компанія друзів, що була на кладовищі, розбігаються в різні боки — частина тікає в морг, інша частина на склад, а Трейсі вбивають мерці.
Задоволений Берт вже зібрався їхати додому, проте раптове погіршення самопочуття Фредді і Френка, змушує викликати бригаду швидкої допомоги. Приїхавши на місце медики були здивовані, що у хворих немає пульсу і тиску. Вони вирішують відвезти їх до лікарні, але на вулиці на лікарів нападають мерці і поїдають їхні мізки. В цей же час, Спайдер та Скуз, відірвавшись від мерців, забігають в морг, де зустрічають Фредді і думають що Берт винен в тому, що трапилося з їхнім другом. Голодні мерці починають штурмувати будинок. Героям нічого не залишається, як відбиватися підручними засобами. Деякий час по тому їм вдається забити всі двері і вікна дошками, призначеними для трун. Однак Скуз все ж гине. Через деякий час, під натиском хлопців Берт розповідає їм, що відбулося насправді. Френку і Фредді стає все гірше. Оглянувши їх, Ерні прийшов до висновку, що в них почалося трупне задубіння.
Тим часом, на складі решта компанії чують крики Тіни з підвалу та спішать їй на допомогу. Там вони бачать мерця з контейнера, який вбиває Суїцида. Решта друзів, разом з Тіною, тікають з підвалу та забивають двері туди дошками. Після цього Тіна вирушає у морг, шукати Фредді.
До цього часу, розумні і голодні мерці, викликали по рації ще одну бригаду швидкої допомоги і з'їли їхні мізки теж. Така ж само доля спіткала наряд поліції, відправлений для пошуку зниклих санітарів.
Фредді і Френк поступово перетворюються на мерців. Розуміючи свою подальшу долю, Френк спалює себе в печі крематорію. Однак Фредді, все ж обертається на зомбі, та має намір з'їсти Тіну за всяку ціну. Ерні, який зламав стопу під час боротьби з Фредді, вирішує залишитися з Тіною в будівлі, і вони забираються на горище. Берт і один Фредді прориваються до машини поліцейських. Їм вдається виїхати за межі кладовища, однак натовп мерців перевертає машину. Берту з хлопцем вдається добігти до складу, де їх зустрічають решту їх друзів.
Через велику кількість зниклих офіцерів і санітарів на кладовищі був викликаний спец-загін поліцейських, який також зазнав невдачі.
Перебуваючи на складі, Берт згадує що на бочках з мерцями був вказаний телефонний номер. Розповівши полковнику, який вже не перший рік розшукує зниклі контейнери, ситуацію, Берт чекає допомогу, що надходить у вигляді ядерного снаряду, що знищує кладовище і прилеглі до нього 20 кварталів з мирними людьми. У фіналі чути телефонну розмову полковника з якоюсь людиною. З розмови з'ясовується, що почався дощ не тільки знищить всі сліди, а й погасить вогонь набагато швидше, ніж це зроблять пожежні. Одночасно показуються кадри з початку фільму — знову дим піднімається до неба, на кладовищі йде дощ, трупи піднімаються з могил …

## У головних ролях
Головні ролі у фільмі виконали:

| Актор                     | Роль               |
| ------------------------- | ------------------ |
| Клу Гулагер               | Берт               |
| Джеймс Карен              | Френк              |
| Дон Келфа                 | Ерні               |
| Том Метьюз                | Фредді             |
| Беверлі Рендольф          | Тіна               |
| Джон Філбін               | Чак                |
| Джуел Шепард              | Кейсі              |
| Мігель А. Нуньєс молодший | Спайдер            |
| Брайан Пек                | Скуз               |
| Ліннея Куіглі             | Треш               |
| Марк Вентурині            | Суїцид             |
| Джонатан Террі            | полковник Гловер   |
| Кетлін Корделл            | дружина полковника |

## Саундтрек
«Повернення живих мерців» — оригінальний саундтрек до однойменної стрічки, випущений у 1985 компанією Enigma Records. Обмежене видання, на вініловій платівці, вийшло накладом у 2660 копій 14 жовтня 2016.
| Сторона А | Сторона А                    | Сторона А        | Сторона А  |
| #         | Назва                        | Автор            | Тривалість |
| --------- | ---------------------------- | ---------------- | ---------- |
| 1.        | «Surfin' Dead»               | The Cramps       | 4:11       |
| 2.        | «Partytime» (Zombie version) | 45 Grave         | 2:48       |
| 3.        | «Nothing for You»            | T.S.O.L.         | 2:24       |
| 4.        | «Eyes Without a Face»        | The Flesh Eaters | 3:12       |
| 5.        | «Burn the Flames»            | Roky Erickson    | 6:00       |

| Сторона Б                 | Сторона Б                                | Сторона Б         | Сторона Б  |
| #                         | Назва                                    | Автор             | Тривалість |
| ------------------------- | ---------------------------------------- | ----------------- | ---------- |
| 6.                        | «Dead Beat Dance»                        | The Damned        | 3:51       |
| 7.                        | «Take a Walk»                            | Tall Boys         | 2:28       |
| 8.                        | «Love Under Will»                        | Jet Black Berries | 2:56       |
| 9.                        | «Tonight (We'll Make Love Until We Die)» | SSQ               | 3:37       |
| 10.                       | «Trash's Theme»                          | SSQ               | 2:55       |
| Загальна тривалість 34:38 |                                          |                   |            |

### Інші музичні композиції
Деякі пісні, хоча й були використані у фільмі, та все ж не увійшли до саундтрек-альбому, а саме:
| #  | Назва                            | Автор            | Тривалість |
| -- | -------------------------------- | ---------------- | ---------- |
| 1. | «The Trioxin Theme» (Main title) | Francis Haines   | 1:55       |
| 2. | «Young, Fast Iranians»           | The F.U.'s       | 4:06       |
| 3. | «Partytime» (Single version)     | 45 Grave         | 3:06       |
| 4. | «Panzer Rollen in Afrika vor»    | Norbert Schultze | 4:22       |

## Цікаві факти
Деякі цікаві факти про цей фільм:
- Деяким з акторів масовки, що грали мерців, заплатили більше, ніж іншим, з огляду на те, що вони їли справжні телячі мізки.
- У сцені, коли «скажених горностаїв» поклали в крематорій, в мішки були покладені дитячі іграшки у вигляді мавп, що б'ють в тарілки, що створювало ефект борсання в мішках, однак тарілки попередньо видалили.
- Персонаж Ерні Кальтенбруннер названий на честь відомого діяча нацистської Німеччини Ернста Кальтенбруннера. Коли його застають за роботою, він слухає в навушниках нацистські марші, а з кишені у нього стирчить пістолет Вальтер. У морзі на стіні в кімнаті для бальзамування висить фотографія Єви Браун.